# Atlas Copco
Die Atlas Copco Group ist ein international tätiger Industriekonzern mit Sitz in Nacka, einem Vorort von Stockholm in Schweden. Das Unternehmen ist in vier Geschäftsbereiche unterteilt: Kompressortechnik, Vakuumtechnik, Industrietechnik und Energietechnik. In Deutschland sind die Produktions- und Vertriebsgesellschaften in der Tochtergesellschaft Atlas Copco Holding GmbH mit Sitz in Essen organisiert.

## Übersicht
Im Jahr 2023 beschäftigte die Atlas Copco Group weltweit knapp 53.000 Mitarbeiter in den vier Konzernbereichen. Die eingegangenen Aufträge verteilten sich 2023 wie folgt: 27 % aus Europa, 37 % aus Asien (mit Australien), 27 % aus Nord- und 4 % aus Südamerika sowie 5 % aus Afrika. Ein Teil der Produktion befindet sich immer noch in Schweden; hier gibt es Produktionsstätten in Tierp, Örebro, Fagersta und Kalmar. Den Gesamtumsatz beziffert der Konzern für 2023 auf 173 Milliarden Schwedische Kronen.
Atlas Copco ist seit 1952 in Deutschland vertreten. Derzeit (Stand: Januar 2025) sind in Deutschland rund 41 Produktions- und Vertriebsgesellschaften tätig. Sie beschäftigen über 6.200 Mitarbeitende, darunter über 240 Auszubildende. Geschäftsführer der Atlas Copco Holding GmbH sind Hendrikus Gerardus Brouwer (seit dem 1. Juli 2018) und Vladimir Kozlovskiy (seit dem 1. Dezember 2022).
Vorstandsvorsitzender („President“ und „CEO“) des Konzerns ist seit 1. Mai 2024 Vagner Rego.

## Geschichte

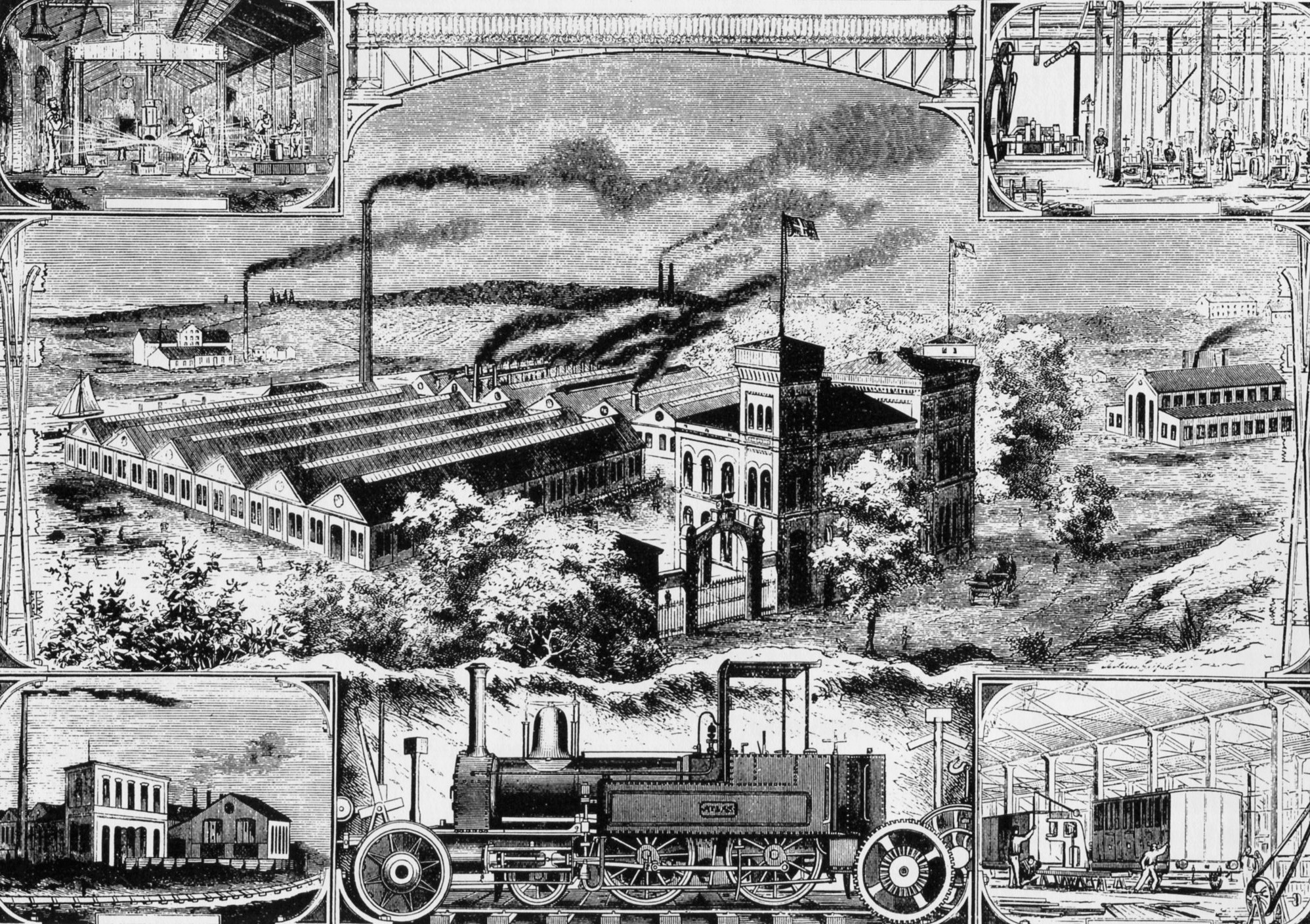
Fabrik der AB Atlas in Stockholm

Im Jahr 1873 wurde AB Atlas in Stockholm gegründet. Die Gründer waren der Eisenbahningenieur Eduard Fränckel, der Finanzier David Otto Francke und der Bankier André Oscar Wallenberg. Fränckel wurde Geschäftsführer des Unternehmens. Das Kerngeschäft war Herstellung und Verkauf von Zubehörteilen für Eisenbahnen. In kleineren Mengen wurden Stahlbauten für Brücken, Gebäude und Kirchtürme sowie Dampfmaschinen gebaut. In dieser Dekade war Atlas das größte schwedische Produktionsunternehmen.
Ab 1876 ließ das Wachstum der schwedischen Eisenbahnen nach. Damit schrieb das Unternehmen keine schwarzen Zahlen mehr. 1887 wurden die Verluste so hoch, dass die Geschäftsführung auf Betreiben von Knut Agathon Wallenberg, dem Sohn des Mitbegründers, ausgetauscht werden musste. Oscar Lamm wurde der neue Geschäftsführer. Doch die Modernisierung kam zu spät, die AB Atlas ging in die Liquidation und die Gläubiger schrieben die Schulden ab. Das Nachfolgeunternehmen Nya AB Atlas (nya = schw. Neu) konnte vom Strategiewechsel zur Erschließung neuer Produkte profitieren: Mit einem moderneren Maschinenpark produzierte man jetzt Dampfmaschinen und Dampflokomotiven. Eine weitreichende Entscheidung war der Kauf eines Kompressors und druckluftbetriebener Werkzeuge. Zunächst für den Eigenbedarf und ab 1893 für den Weiterverkauf wurden druckluftbetriebene Industriewerkzeuge hergestellt. Offiziell wurde der Verkauf druckluftbetriebener Industriewerkzeuge erst 1901 mit der ersten Produktionsstraße begonnen. 1905 wurden der erste Kompressor und Drucklufthammer gebaut. 1915 machte die Druckluftsparte 50 % des Umsatzes von Atlas aus.
1898 wurde AB Diesels Motorer von Knut Agathon Wallenbergs Halbbruder Marcus Wallenberg gegründet. Es stellte Schiffsmotoren und Dieselmotoren her. AB Diesels Motorer hatte als Innovationstreiber einen guten Ruf. 1917 fusionierten Nya AB Atlas und AB Diesels Motorer zur AB Atlas Diesel. Damit hatte das Unternehmen vier Produktsparten: Dampfmaschinen (Atlas), Dampflokomotiven (Atlas), Druckluftwerkzeuge & Kompressoren (Atlas), Diesel & Schiffsdiesel (Diesel). Die Fusion änderte nichts an den Relationen im neuen Unternehmen: Die Dieselsparte war deutlich größer und verfügte über einen größeren Forschungsetat, war aber im Gegensatz zu den Geschäftsbereichen der alten Atlas nicht immer kostendeckend. Trotz des wirtschaftlich schwierigen Umfeldes der 1920er und 1930er Jahre baute man das Vertriebsnetz für den Produktbereich Druckluftwerkzeuge & Kompressoren aus und schaffte es mit kleineren mobilen Kompressoren neue Kunden zu gewinnen. Wegweisend war die Entscheidung, die Maschinen zu vermieten. Ein Meilenstein für den Wandel der Unternehmenskultur war 1940 die Ernennung von Walter Wehtje zum Geschäftsführer. Dieser hatte zuvor ein großes Kaufhaus in Stockholm geleitet, mit ihm verband sich der Wandel vom produktorientierten zu einem marktorientierten Unternehmen.
1936 wurde bei Atlas Diesel ein pneumatischer Felsbohrer vorgestellt. Das schwedische Unternehmen Sandvikens Jernverks AB entwickelte zur gleichen Zeit Bohrer aus Wolframkarbid. Nachdem im Zweiten Weltkrieg Erfahrungen beim Bau von Befestigungsanlagen und im Bergbau gesammelt wurden, erkannte Wehtje das Potenzial der Kombination beider Erfindungen um sie als schwedische Methode zu vermarkten. Ab 1947 konnte Atlas Diesel AB die Bohrer alleine verkaufen, da man sich mit Sandvikens Jernverks AB auf die Alleinrechte beim Bohrstahl verständigt hatte. Wichtig war auch die Werbung bei den leitenden Technikern, anstatt bei den Kaufleuten im Einkauf. Dafür war ein organisatorischer Umbau nötig: die klassische Vertriebsabteilung wurde durch Projektabteilungen ersetzt. Diese Entscheidungen erwiesen sich als richtig; in der zweiten Hälfte der 1940er Jahre verzehnfachte sich der Verkauf von Druckluftsystemen und in den 1950er Jahren verfünffachte er sich.
Das Jahr 1948 bedeutete einen klaren Einschnitt: Der Geschäftsbereich Diesel wurde verkauft. Dampfmaschinen und Dampflokomotiven stellte Atlas Diesel schon seit einiger Zeit nicht mehr her, sodass Druckluftwerkzeuge und Kompressoren die verbleibenden Produkte von Atlas Diesel waren. Der schwedische Erfinder Alf Lysholm entwickelte Mitte der 1930er Jahre einen Schraubenkompressor, diese Maschine war aber noch nicht reif für die Massenproduktion aufgrund der fehlenden Genauigkeit der damaligen Werkzeuge. 1954 kaufte Atlas Diesel das Patent, ein Jahr später kam der eigene Schraubenkompressor auf den Markt. 1956 wurde Arpic Engineering NV in Belgien für 5,7 Mio. SEK übernommen. Dieses Unternehmen stellte mobile Kompressoren her, welche die Produktpalette sinnvoll ergänzten. Mit der Übernahme nannte sich Atlas Diesel in AB Atlas Copco um. Copco leitet sich von den französischen Wörtern Compagnie Pneumatique Commerciale ab.

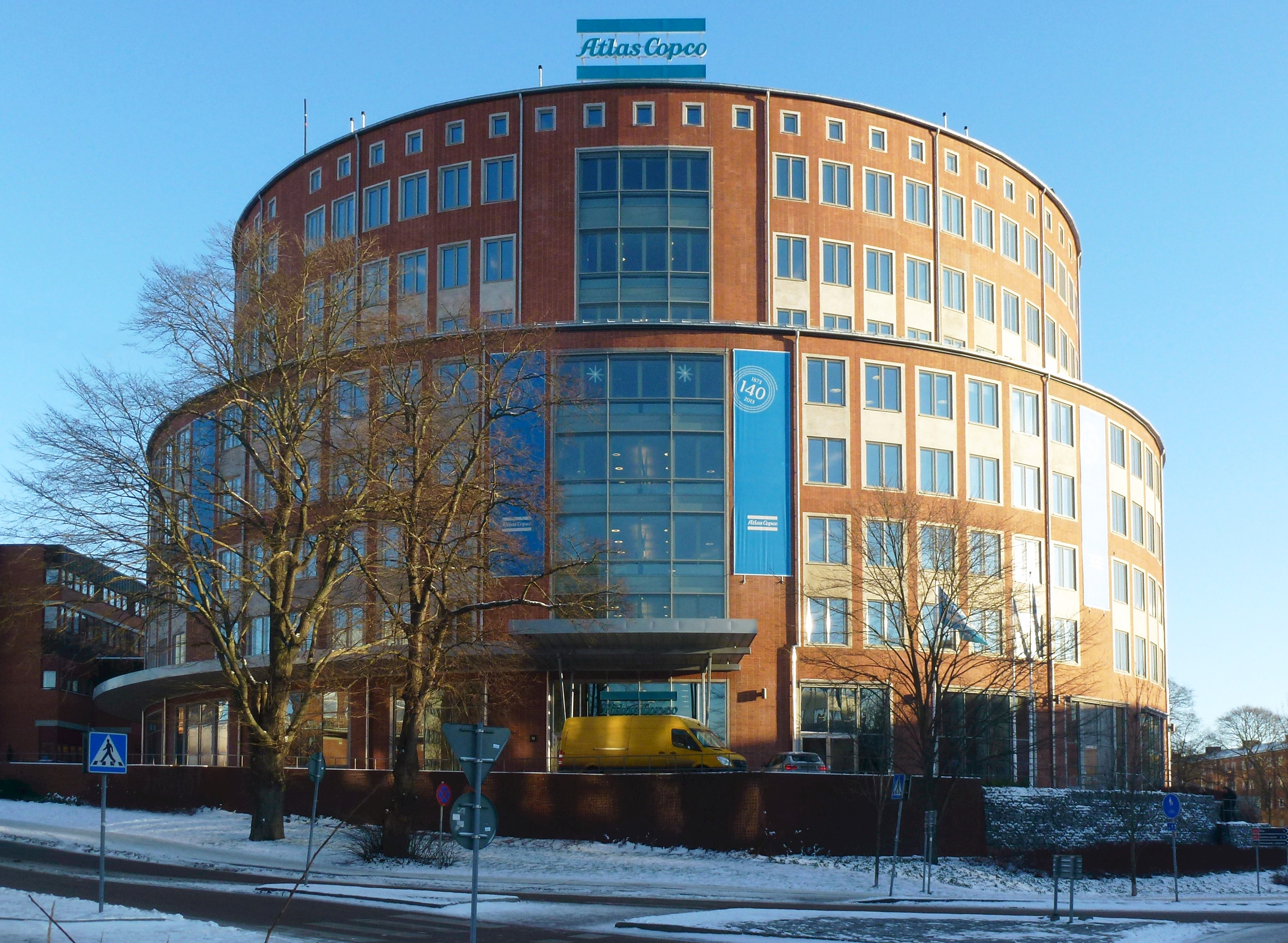
Atlas Copcos Hauptbüro in Nacka (2014)

Mit der schwedischen Methode hatte Atlas Copco einen großen Erfolg; in den 1950er Jahren kam es jedoch zu einer weltweiten Krise im Bergbausektor, einem der größten Kunden der Produkte. Damit war eine Neuorientierung notwendig, die unter Wehtjes Nachfolger Kurt-Allan Belfrage ab 1957 einsetzte. Belfrage hatte als Diplomat eine Begabung als Organisator und Koordinator. Erstes Element der Erneuerung war die Aufgabe des zentralistischen Vertriebs und sein Ersatz durch unabhängige Tochtergesellschaften, zweites Element war die technologische Weiterentwicklung der Produkte. 1967 kam der erste ölfreie Kompressor auf den Markt, mit dieser Z-Serie hatte Atlas Copco einen großen Produkterfolg, da man neue Kunden in der Lebensmittel-, Pharma- und Textilindustrie gewinnen konnte. Auch die druckluftbetriebenen Handwerkzeuge wurden weiterentwickelt. 1968 gab es drei Produktionsgesellschaften; Mining and Construction Technique, Airpower und Tools mit einer gemeinsamen Vertriebsorganisation. Die Entwicklungsabteilung wurde in Belgien bei Atlas Copco Airpower (ehemals Arpic Engineering) zentralisiert.
| Zeitraum  | Präsident           |
| --------- | ------------------- |
| 1873–1887 | Eduard Fränckel     |
| 1887–1909 | Oscar Lamm          |
| 1909–1940 | Gunnar Jacobsson    |
| 1940–1957 | Walter Wehtje       |
| 1957–1970 | Kurt-Allan Belfrage |
| 1970–1975 | Erik Johnsson       |
| 1975–1991 | Tom Wachtmeister    |
| 1991–1997 | Michael Treschow    |
| 1997–2002 | Giulio Mazzalupi    |
| 2002–2009 | Gunnar Brock        |
| 2009–2017 | Ronnie Leten        |
| 2017–2024 | Mats Rahmström      |
| seit 2024 | Vagner Rego         |

Mit Tom Wachtmeister als neuem Geschäftsführer ab 1975 entwickelte sich Atlas Copco vom Einmarken- zu einem Mehrmarkenunternehmen weiter. Um dieses Ziel zu erreichen, wurden andere Unternehmen übernommen. Hier sind ein paar Beispiele: Berema; leichte benzinbetriebene Bohrgeräte (1975), Mauguière; Kleinkompressoren (1976), Turbonetices Inc.; Turbokompressoren (1980), Linde AG; Abteilung Gaskompressoren (1984), Chicago Pneumatic Tool Co.; Druckluftwerkzeuge (1987), AEG Abteilung Große Elektrowerkzeuge (1992). Dabei wandte man die Mehrmarkenpolitik auf alle drei Geschäftsfelder an: Kompressortechnik, Industrietechnik und Bergbautechnik. Mit diesen breiten Produktangebot konnte Atlas Copco neue Märkte erschließen.
Der erste nichtschwedische Geschäftsführer war ab 1997 Giulio Mazzalupi, unter seiner Führung entwickelte Atlas Copco das modulare Produktsystem weiter. Damit wurde die Produktion vereinfacht, da viele Bauteile in verschiedenen Maschinen verwendet werden konnten; diese Entwicklung beschleunigte Produktion und Vertrieb. Mit dem aufkommenden Internet baute man elektronisch unterstützte unternehmensinterne Kommunikation auf und veränderte die Wertschöpfungskette vollkommen.
1997 stieg Atlas Copco mit den Kauf der Prime Service Corporation ins Mietgeschäft ein. 1999 wurde die North American Rental Service Corporation übernommen. 2001 wurden beide Gesellschaften verschmolzen und bildeten den neuen vierten Geschäftsbereich Mietservice. 2006 wurde der Geschäftsbereich unter dem neuen Geschäftsführer Gunnar Brock wieder aufgegeben. Brock legte in seiner Zeit als Geschäftsführer den Schwerpunkt auf die Stärkung der Kerngeschäftsbereiche.
Ab 2009 war Ronnie Leten Präsident und Vorstandsvorsitzender des Konzerns. Er erklärte Atlas Copco und Chicago Pneumatic zu den beiden globalen Marken des Konzerns.
2014 übernahm Atlas Copco den Vakuumpumpenhersteller Edwards (vorher BOC Edwards). Im September 2016 wurde das Vakuumpumpengeschäft mit der Übernahme der Kölner Leybold GmbH noch stärker ausgebaut. Der Konzern gab bekannt, die Vakuumaktivitäten ab 2017 in einen separaten Geschäftsbereich zu überführen.
Der Bereich Road Construction Equipment (Erdbau- und Asphaltwalzen, Fertiger und Fräsen) wurde 2017 an die Fayat-Gruppe veräußert. Die Akquisition wurde am 5. Oktober 2017 abgeschlossen. Ebenfalls 2017 wurde angekündigt die Geschäftsbereiche Betonbearbeitung und Verdichtung (u. a. Rüttelplatten) an Husqvarna zu verkaufen.
Am 10. Februar 2020 wurde bekannt, dass Atlas Copco den deutschen Spezialmaschinenbauer Isra Vision übernehmen will. Den Aktionären von Isra wurden 50 Euro pro Aktie geboten. Nach der Freigabe durch das Committee on Foreign Investment in the United States im Juni 2020 vollzog Atlas Copco die Übernahme und integrierte Isra Vision in den Konzern. Anschließend wurde Ende des Jahres die Börsennotierung von Isra Vision beendet.
Anfang August 2021 setzte Atlas Copco seine Übernahmeserie fort und kaufte den kanadischen Hersteller für Zentrifugalpumpen CPC Pumps International. Im Bereich Industriepumpen expandierte Atlas Copco 2022 mit der Übernahmen von LEWA und der Pumpenfabrik Wangen. Im Sommer 2023 übernahm Atlas Copco zudem den australischen Pumpenhersteller Sykes. Seit November 2023 tritt das Unternehmen mit seinen rund 50 Einzelmarken unter der neuen Dachmarke Atlas Copco Group auf.

## Bedeutsame Personen
Die nachfolgende tabellarische Übersicht stellt bedeutsame Personen und deren Errungenschaften für die Atlas-Copco-Gruppe vor.
| Jahr | Person                                                | Errungenschaft |
| ---- | ----------------------------------------------------- | --- |
| 1901 | Gustaf Ryd                                            | entwickelte Presslufthämmer |
| 1906 | Jonas Hesselman                                       | konstruierte Dieselmotoren mit Rückwärtsgang für den Einsatz in der Marine |
| 1910 | Gustaf Andersson                                      | entwickelte druckluftbetriebene Meißel- und Niethämmer mit verbessertem Design und Schieberventilmotor                                                                           |
| 1930 | Gustaf Andersson                                      | entwickelte leichten RH Druckluftabbruchhammer, Teil der schwedischen Methode |
| 1930 | David Roos                                            | entwickelte leichten und zugleich hocheffizienten Kompressor mit Druckluftlamellenmotor                                                                                          |
| 1933 | Herman Pyk & John Munck                               | Wegbereiter fahrbarer Kompressoren mit Direkteinspritzung |
| 1939 | Erik Ryd & Patrik Danielsson                          | entwickeln Druckluft-Bohrstützen für Gesteinsbohrausrüstung |
| 1955 | Alf Lysholm                                           | Innovator von Schraubenkompressoren |
| 1955 | Karl-Erik Hilfing                                     | entwickelte luftgekühlte Kompressoren mit geringem Gewicht und hoher Effizienz                                                                                                   |
| 1958 | Iwan Åkerman                                          | entwickelte ölfreie Schraubenkompressoren |
| 1967 | Ivar Trulsson                                         | konstruierte ölfreie, elektrisch angetriebene, stationäre Kompressoren |
| 1973 | Gunnar Vigg Romell                                    | konstruierte und entwickelte hydraulische Bohrhämmer |
| 1990 | Christian Schoeps                                     | entwickelte Hydraulikimpulsschrauber |
| 1992 | Karl-Axel Stjernström, Kurt Andersson & Jörgen Rodert | entwickeln das Coprod System Das Coprod System ist eine patentierte Innovation, welche eine erhebliche Leistungssteigerung der Bohrproduktivität großer Bohrabmessungen erlaubt. |
| 1993 | Crister Hansson                                       | entwickelte innovativen elektrischen Impulsschrauber |
| 1994 | Sverker Hartwig, Chris Lybaert & Ludo Van Nederkassel | entwickelten Kompressoren mit stufenloser Drehzahlregelung |
| 1994 | Rolf Jacobsson                                        | entwickelte einen Turbinenmotor für leistungsstarke, tragbare Schleifmaschinen                                                                                                   |

## Produkte

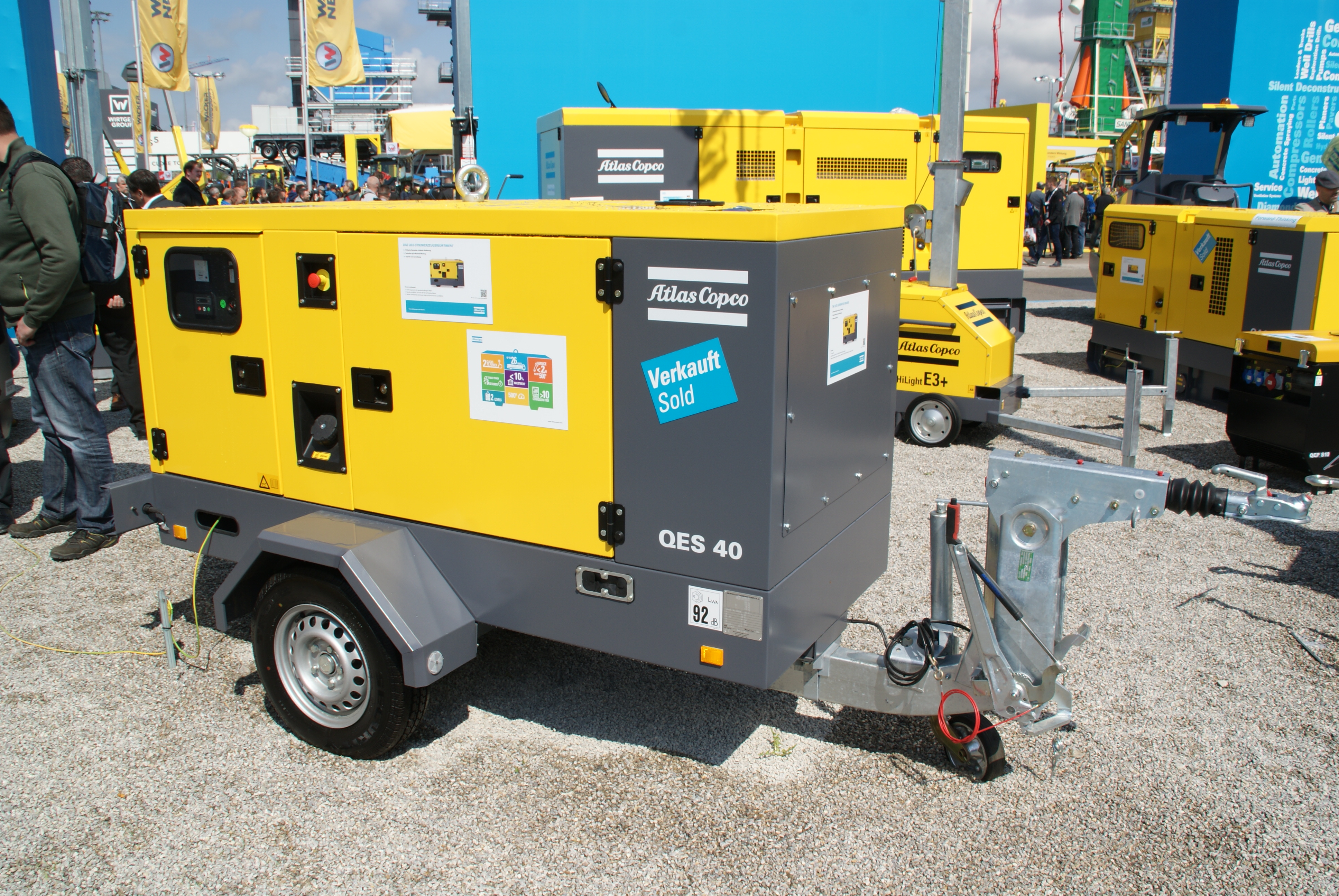
Mobiler Stromerzeuger QES 40

Atlas Copco entwickelt und produziert Geräte und Technologien für verschiedene industrielle Anwendungen. Im Bereich der Kompressortechnik umfasst das Angebot unter anderem öleingespritzte und ölfrei verdichtende Schraubenkompressoren, Kolbenkompressoren sowie Drucklufttrockner und -filter zur Druckluftaufbereitung.
Die Vakuumtechnik beinhaltet Vakuumpumpen wie ölgedichtete Drehschieberpumpen, trockenlaufende Schraubenvakuumpumpen und Flüssigkeitsringvakuumpumpen, die in Bereichen wie Lebensmittelverpackung, Elektronikfertigung und Glasproduktion zum Einsatz kommen.
Die Industrietechnik umfasst Werkzeuge und Systeme für Montagearbeiten, darunter Akku- und Druckluftschrauber, Drehmomentschlüssel, Steuerungen und Software zur Qualitätssicherung, die vor allem in der Automobil- und Luftfahrtindustrie genutzt werden.
Im Bereich der Energietechnik stellt das Unternehmen mobile Druckluftkompressoren, Stromerzeuger, Lichtmasten und Entwässerungspumpen her, die insbesondere auf Baustellen, in der Notstromversorgung und bei Infrastrukturprojekten eingesetzt werden.

## Trivia
Nach dem Konzern wurde 1984 eine Dinosauriergattung benannt, der Atlascopcosaurus, weil Atlas Copco der Expedition, die zur Entdeckung dieser Art führte, die Ausrüstung zur Verfügung gestellt hatte.